# Список Мидаса
Список Мидаса (англ. The Midas List) — ежегодный рейтинг наиболее успешных инвесторов по версии журнала Forbes. Назван в честь легендарного царя Мидаса, от прикосновения которого всё превращалось в золото.
При составлении списка учитываются «выходы» из акционерного капитала через сделки IPO и M&A, совершённые за последние четыре года. Более поздние «выходы» имеют больший вес. Также имеет значение размер зафиксированной прибыли и число успешных инвестиций. Кроме того, в рейтинге учтены портфельные компании инвестфондов.

Рейтинг FORBES «Список Мидаса» 2023 года см. в разделе «Ссылки»

## Топ-20 рейтинга 2015 года
1. Джим Гетц — Sequoia Capital
2. Питер Фентон — Benchmark
3. Крис Сакка — Lowercase Capital
4. Джош Копельман — First Round Capital
5. Стив Андерсон — Baseline Ventures
6. Дуглас Леоне — Sequoia Capital
7. Пол Мадера — Meritech Capital Partners
8. Нил Шен — Sequoia Capital
9. Бил Гурли — Benchmark
10. Дженни Ли — GGV Capital
11. Скотт Сэнделл — New Enterprise Associates
12. Питер Тиль — Founders Fund
13. Джим Брейер — Accel
14. Майк Мэплс-младший — Floodgate
15. Мэри Микер — Kleiner Perkins Caufield & Byers
16. Майкл Моритц — Sequoia Capital
17. Анил Бушри — Workday
18. Фред Уилсон — Union Square Ventures
19. Марк Андриссен — Andreessen Horowitz
20. Юрий Мильнер — Digital Sky Technologies